# Forteresse de Nimrod
Pour les articles homonymes, voir Nimrod (homonymie).
La forteresse de Nimrod (arabe : Qala'at al-Subeiba, Kal'at al-Subeiba ou al-Subayba, ou Qala'at Namrud, « Château de la large falaise » ; hébreu : מבצר נמרוד, Mivtzar Nimrod) est une forteresse médiévale bâtie à 800 mètres d’altitude sur le plateau du Golan, région syrienne sous occupation israélienne depuis 1967.
La forteresse est fortifiée au cours de quatre périodes, d'abord dans un style massif, par les croisés, par les Ayyoubides et ensuite par les Mamlouks.

## Histoire

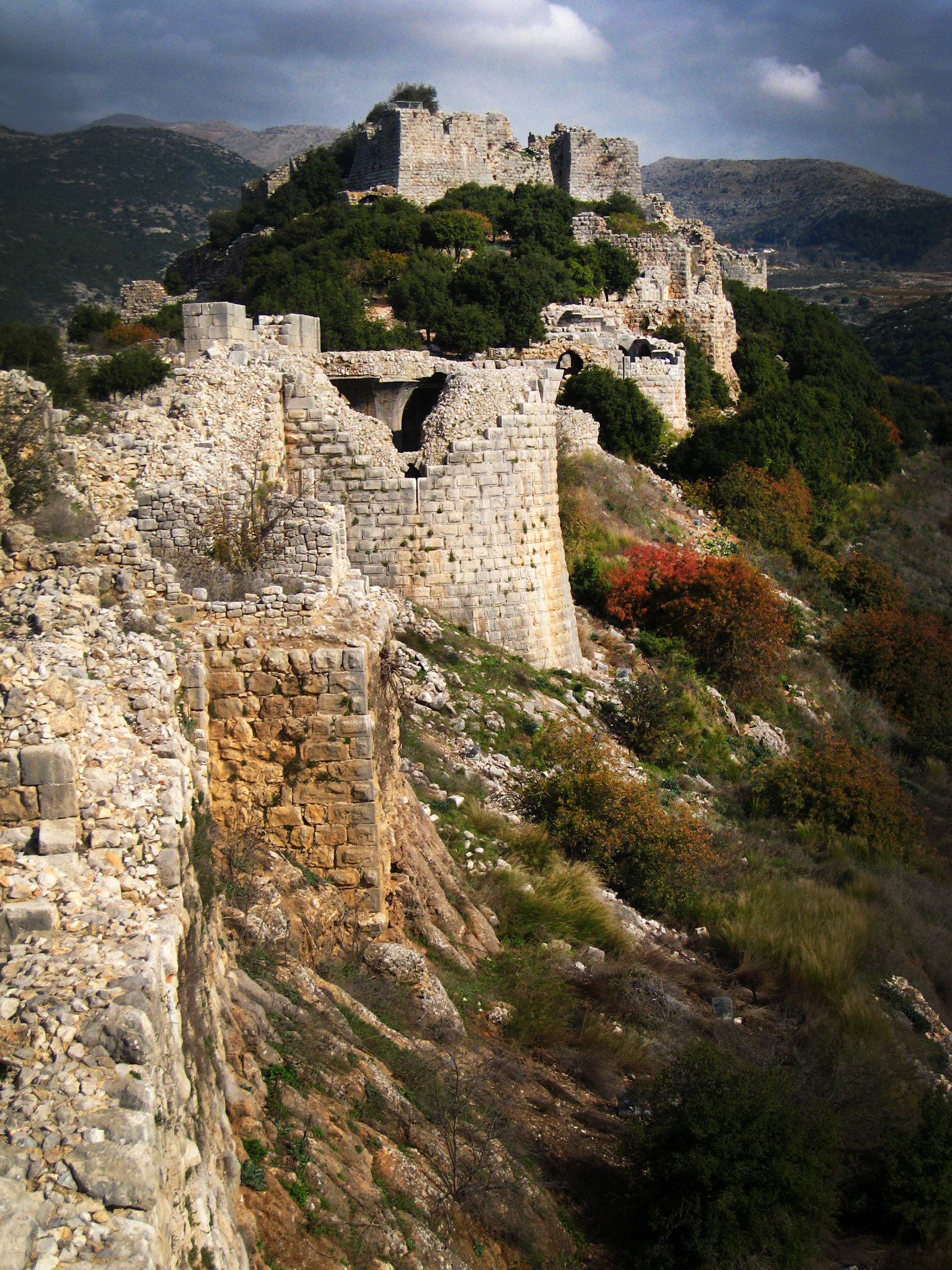
La forteresse de Nimrod aujourd'hui (2017).

Selon une étude archéologique, la première construction de la forteresse date de la période hellénistique (jusqu'en 30 après J.-C.) ou la période byzantine (IVe au VIIe siècle).
La forteresse est fortifiée au fil du temps, dont en particulier aux environs de 1229 par Al-Aziz Uthman, neveu de Saladin, ou elle avait pour objectif de prévenir une attaque de Damas par les soldats de la sixième croisade.
L'Empire ottoman, après sa conquête en 1517, a converti la forteresse en prison de luxe pour les notables ottomans. La forteresse fut ensuite abandonnée au XVIe siècle et détruite par un tremblement de terre au XVIIIe siècle.

## Époque contemporaine
Le site est aujourd’hui administré par la Direction de la Nature et des Parcs.
Le film Beaufort a été tourné dans ce lieu pour représenter la forteresse de Beaufort au Liban. 